# IS link
IS:link (Information Systems Student Exchange Network) ist ein internationales Kooperationsprogramm von Universitäten, um Studenten der Wirtschaftsinformatik die Möglichkeit zu geben, ein Auslandssemester zu absolvieren.
Basisanforderungen an die Mitglieder sind, dass die Studenten an der Austausch-Universität von zusätzlichen Studiengebühren befreit sind und ein unproblematischer Transfer von erbrachten Leistungen an die Heimat-Universität möglich ist. Das Netzwerk befindet sich aktuell im Aufbau und wird kontinuierlich erweitert.

## Mitglieder
- Universität Duisburg-Essen (Initiatorin)[1], Deutschland
- Universität Leipzig, Deutschland
- Universität Zürich, Schweiz
- Universität Liechtenstein, Liechtenstein
- Universität Tel Aviv, Israel
- Universität Klagenfurt, Österreich
- Hochschule Borås, Schweden
- School of Communication and Management Studies Kotchi, Indien[2]
- Universität für Ökonomie und Wirtschaft Posen, Polen
- Wirtschaftsuniversität Breslau, Polen
- Deakin University, Australien